# Kanton Privas
Kanton Privas (fr. Canton de Privas) je francouzský kanton v departementu Ardèche v regionu Rhône-Alpes. Skládá se ze 16 obcí.

## Obce kantonu
- Ajoux
- Alissas
- Coux
- Creysseilles
- Dunière-sur-Eyrieux
- Flaviac
- Freyssenet
- Gourdon
- Lyas
- Les Ollières-sur-Eyrieux
- Pourchères
- Pranles
- Privas
- Saint-Priest
- Saint-Vincent-de-Durfort
- Veyras